# Pico Basilé
O Pico Basilé (anteriormente chamado Pico de Santa Isabel) é o ponto mais alto da ilha de Bioko e da Guiné Equatorial, com 3011 m de altitude. Trata-se de um vulcão em escudo. Faz parte da linha vulcânica dos Camarões.